# Adama City FC
Adama City Football Club w skrócie Adama City FC – etiopski klub piłkarski grający w pierwszej lidze etiopskiej, mający siedzibę w mieście Adama.

## Stadion
Domowe mecze klub rozgrywa na stadionie o nazwie Adama Stadium w Adamie, który może pomieścić 4000 widzów.

## Reprezentanci kraju grający w klubie od 2000 roku
Stan na kwiecień 2023.
| - Mentesenot Adame - Dereje Alemu - Fasika Asefaw - Tsegazeab Asgedom - Menaf Awel - Sisay Bancha - Tediros Bekele - Tesfaye Bekele - Surafel Dagnachew - Mignot Debebe - Bereket Desta - Fuad Fereje - Tariku Getnet - Seid Habtamu - Suleman Hamid - Addis Hintsa - Dawa Hotessa - Yonatan Kabede - Mujib Kassim - Biruk Kelbore - Elias Mamo - Kenean Markneh - Tadele Mengesha | - Suleman Mohamed - Ame Mohammed - Mesud Mohammed - Allemayehu Molla - Mohammed Nasser - Girum Siyoum - Million Solomon - Moges Tadesse - Yosef Tarekegn - Jemal Tassew - Fikru Teferra - Daniel Teklu - Addisu Tesfaye - Tafese Tesfaye - Tilahun Wolde - Andargachew Yilak - Desta Yohannes - Yared Zenabu - Sékouba Camara - Mamadou Coulibaly - Chol Peter Bentiu - Dusman Peter Timothy - Robert Odongkara |